# Danubiana
Музей «Danubiana» (также «Данубиана»; словац. Danubiana Meulensteen Art Museum) — музей современного искусства, расположенный на реке Дунай, примерно в 15 км к югу от словацкого города Братислава недалеко от района Чуново. Был открыт в сентябре 2000 года, а в 2014 году расширен. Проводит временные выставки длительностью в 3-4 месяца и включает в себя парк скульптур.

## История и описание
Проект «Danubiana» ведёт свою историю с 1990 года, когда Винсент Полякович из Попрада вместе со своими друзьями совершил путешествие «по стопам» Винсента Ван Гога: во время почти месячной поездки группа посетила все места, где жил и работал голландский художник. После своего возвращения Полакович 9 сентября 1993 года открыл первую частную галерею в Словакии под названием «Желтый дом Винсента Ван Гога» (Žltý dom Vincenta van Gogha). Целью галереи было продолжение идей, которые художник начал развивать более 100 лет назад, еще работая и живя во французском городе Арле. Помимо копий произведений самого Ван Гога, созданных словацкими реставраторами, «Жёлтый дом» регулярно выставлял работы современных — в основном, словацких — художников, проводя как персональные, так и коллективные выставки. В 1994 году Полякович познакомился с голландским коллекционером и меценатом Жераром Мейленштейном из Эйндховена: в трудных экономических условиях Словакии начала — середины 90-х годов, Мейленштейн помог в реализации проекта.
В ходе серии встреч и дискуссий, проведенных в период с 1995 по 1999 год, Мейленштейн и Полякович решили создать в Братиславе музей современного искусства. Предполагалось, что музей будет представлять иностранных художников и скульпторов в современных выставочных пространствах. В 1999 году они приступили к реализации проекта: строительство музея началось к югу от Братиславы, на полуострове Чуновского водоканала. Музей, который получил официальное название «Danubiana Meulensteen Art Museum», был открыт 9 сентября 2000 года. Финансовый вклад Мейленштейна в создание культурного учреждения был во многом уникален для бывших социалистических стран.
В 2008 году основатели музея начали развивать идею расширения музейного пространства: в новых залах можно было бы экспонировать постоянную коллекцию произведений искусства, собранную к тому моменту. Они инициировали встречу молодых голландских и словацких архитекторов, которые совместно создали проектную документацию. В 2011 году Мейленштейн подарил музей государству. Правительство Словацкой Республики приняло дар и создало специальную некоммерческую организацию, подчиняющуюся непосредственно Министерству культуры страны.
Расширение музейного пространства началось 17 марта 2013 года. Музей был повторно открыт для широкой публики министром культуры Мареком Магаричем 9 сентября 2014 года. Международное жюри архитекторов и строителей решило присудить проекту награду «Строительство года» за 2014 год. С момента повторного открытия музей представил более 50 выставок, которые посетили 120 000 человек.